# اصطياد الفرصة
اصطياد الفرصة هو التزاحم الاجتماعي في منافسة على الوظائف حينما يكون عدد المُتقدمين يفوق الحاجة لمجموعة مُعيَّنة من العمال، وخصوصًا حاملي شهادة التخرج من المُتقدمين وهو يختلف عن فجوة الفرصة والتي تعني عدم تكافؤ الفرص.
مثال على المجالات التي يتعدى فها عدد المُتقدمين علي الفرص المُتاحة هو أساتذة العلوم الإنسانية، عدد كبير من الخريجين يُتمُّون برامج الدكتوراة في الأدب الإنجليزي والتاريخ وتاريخ الموسيقى ولكن هناك عدد مناصب قليل مُتاح للأساتذة.  إن حاملي الدكتوراة الذين لا يجدون مناصبهم كأساتذة يعانون البطالة الجزئية، مثل العمل في وظائف لا تحتاج تعلُّمهم (كالعمل لدى ستاربكس).